# Insumo farmacêutico
Insumo farmacêutico, no Brasil, é uma droga ou matéria-prima, aditiva ou complementar de qualquer natureza que pode ser destinada a emprego em medicamentos, ou seus recipientes.